# Europees kampioenschap voetbal vrouwen onder 19 - 2015
Het Europees kampioenschap voetbal vrouwen onder 19 van 2015 (kortweg: EK voetbal vrouwen -19) zal de 18e editie van het Europees kampioenschap voetbal vrouwen onder 19 en is bedoeld voor speelsters die op of na 1 januari 1995 geboren zijn. Ondanks de leeftijdgrens van 19 jaar mogen ook speelsters van 20 jaar meespelen omdat de leeftijdsgrens alleen bij het begin van de kwalificatie voor het EK geldt. Het toernooi zal worden gespeeld van 15 tot en met 27 juli 2015 in Israël. De vier halvefinalisten kwalificeerden zich voor het wereldkampioenschap voetbal vrouwen onder 20 in 2016.

## Kwalificatie

### Geplaatste teams
- Denemarken
- Duitsland
- Engeland
- Frankrijk
- Israël
- Noorwegen
- Spanje
- Zweden

Israël was als gastland automatisch gekwalificeerd voor deelname aan het eindtoernooi. Spanje, Zweden, Frankrijk, Engeland, Duitsland en Denemarken kwalificeerden zich als groepswinnaars en Noorwegen plaatste zich als beste nummer twee. De geplaatste teams zijn tijdens de loting op 20 mei 2015 verdeeld over twee groepen. Van beide groepen plaatsen de twee beste teams zich voor de halve finales.

## Groepsfase

### Groep A
| Pos | Ploeg      | Pnt | Gsp | GW | G | V | DV | DT | DS |
| --- | ---------- | --- | --- | -- | - | - | -- | -- | -- |
| 1.  | Frankrijk  | 9   | 3   | 3  | 0 | 0 | 6  | 0  | +6 |
| 2.  | Zweden     | 6   | 3   | 2  | 0 | 1 | 4  | 1  | +3 |
| 3.  | Denemarken | 3   | 3   | 1  | 0 | 2 | 2  | 3  | −1 |
| 4.  | Israël     | 0   | 3   | 0  | 0 | 3 | 1  | 9  | −8 |

|                                |           |       |            |                          |
| 15 juli 2015 19.30 uur (UTC+3) | Frankrijk | 1 - 0 | Denemarken | Netanjastadion (Netanja) |
| 15 juli 2015 19.30 uur (UTC+3) |           |       |            | Netanjastadion (Netanja) |

|                                |        |       |        |                     |
| 15 juli 2015 20.10 uur (UTC+3) | Israël | 0 - 3 | Zweden | Lod Municipal (Lod) |
| 15 juli 2015 20.10 uur (UTC+3) |        |       |        | Lod Municipal (Lod) |

|                                |        |       |            |                                   |
| 18 juli 2015 19.30 uur (UTC+3) | Zweden | 1 - 0 | Denemarken | Haberfeldstadion (Risjon Letsion) |
| 18 juli 2015 19.30 uur (UTC+3) |        |       |            | Haberfeldstadion (Risjon Letsion) |

|                                |        |       |           |                          |
| 18 juli 2015 21.15 uur (UTC+3) | Israël | 0 - 4 | Frankrijk | Netanjastadion (Netanja) |
| 18 juli 2015 21.15 uur (UTC+3) |        |       |           | Netanjastadion (Netanja) |

|                                |            |       |        |                     |
| 21 juli 2015 19.40 uur (UTC+3) | Denemarken | 2 - 1 | Israël | Lod Municipal (Lod) |
| 21 juli 2015 19.40 uur (UTC+3) |            |       |        | Lod Municipal (Lod) |

|                                |        |       |           |                          |
| 21 juli 2015 19.40 uur (UTC+3) | Zweden | 0 - 1 | Frankrijk | Netanjastadion (Netanja) |
| 21 juli 2015 19.40 uur (UTC+3) |        |       |           | Netanjastadion (Netanja) |

### Groep B
| Pos | Ploeg     | Pnt | Gsp | GW | G | V | DV | DT | DS |
| --- | --------- | --- | --- | -- | - | - | -- | -- | -- |
| 1.  | Duitsland | 6   | 3   | 2  | 0 | 1 | 3  | 3  | 0  |
| 2.  | Spanje    | 6   | 3   | 2  | 0 | 1 | 7  | 2  | +5 |
| 3.  | Noorwegen | 4   | 3   | 1  | 1 | 1 | 2  | 4  | −2 |
| 4.  | Engeland  | 1   | 3   | 0  | 1 | 2 | 2  | 5  | −3 |

|                                |          |       |           |                                   |
| 15 juli 2015 19.30 uur (UTC+3) | Engeland | 1 - 2 | Duitsland | Haberfeldstadion (Risjon Letsion) |
| 15 juli 2015 19.30 uur (UTC+3) |          |       |           | Haberfeldstadion (Risjon Letsion) |

|                                |        |       |           |                         |
| 15 juli 2015 19.30 uur (UTC+3) | Spanje | 4 - 0 | Noorwegen | Ramla Municipal (Ramla) |
| 15 juli 2015 19.30 uur (UTC+3) |        |       |           | Ramla Municipal (Ramla) |

|                                |          |       |        |                         |
| 18 juli 2015 19.30 uur (UTC+3) | Engeland | 1 - 3 | Spanje | Ramla Municipal (Ramla) |
| 18 juli 2015 19.30 uur (UTC+3) |          |       |        | Ramla Municipal (Ramla) |

|                                |           |       |           |                     |
| 18 juli 2015 19.30 uur (UTC+3) | Duitsland | 0 - 2 | Noorwegen | Lod Municipal (Lod) |
| 18 juli 2015 19.30 uur (UTC+3) |           |       |           | Lod Municipal (Lod) |

|                                |           |       |          |                         |
| 21 juli 2015 19.30 uur (UTC+3) | Noorwegen | 0 - 0 | Engeland | Ramla Municipal (Ramla) |
| 21 juli 2015 19.30 uur (UTC+3) |           |       |          | Ramla Municipal (Ramla) |

|                                |           |       |        |                                   |
| 21 juli 2015 19.30 uur (UTC+3) | Duitsland | 1 - 0 | Spanje | Haberfeldstadion (Risjon Letsion) |
| 21 juli 2015 19.30 uur (UTC+3) |           |       |        | Haberfeldstadion (Risjon Letsion) |

## Knock-outfase

### Halve finales
|                                |           |              |        |  |
| 24 juli 2015 19.00 uur (UTC+3) | Duitsland | 3 – 3 (n.v.) | Zweden |  |
| 24 juli 2015 19.00 uur (UTC+3) |           |              |        |  |

|  |       | strafschoppen |
|  | 2 – 4 |               |

|                                |           |              |        |  |
| 24 juli 2015 21.30 uur (UTC+3) | Frankrijk | 1 – 1 (n.v.) | Spanje |  |
| 24 juli 2015 21.30 uur (UTC+3) |           |              |        |  |

|  |       | strafschoppen |
|  | 4 – 5 |               |

### Finale
|                                |        |       |        |  |
| 27 juli 2015 19.40 uur (UTC+3) | Spanje | 1 - 3 | Zweden |  |
| 27 juli 2015 19.40 uur (UTC+3) |        |       |        |  |